# My Classics selection
『my Classics selection』（マイ・クラシックス・セレクション）は、平原綾香のクラシック・カバー・アルバム。

## 解説
クラシック・カバー・アルバムとしては2011年の『my Classics 3』より約3年3か月ぶりとなる。2009年の『my Classics!』、2010年の『my Classics 2』、そして『my Classics 3』に続くクラシック・カバーの第4弾となるアルバムであり、この3作から選ばれた楽曲が収録されており、クラシック・カバー・ベストとしての位置付けとなる。
「ノクターン -Live on Oct.6,2013-」は、本作発売前に東京Bunkamuraオーチャードホールで行われた『AYAKA HIRAHARA 10th Anniversary CONCERT TOUR 2013 ～Dear Jupiter～』のツアーファイナルで披露された際のライブ音源であり、本作にて初CD化となる。また、本作に合わせ、『my Classics!』のハイレゾ配信も同時に開始された。

## 収録曲
- 全曲作詞：平原綾香 (特記以外)、全編曲：坂本昌之 (特記以外)

1. 威風堂々
作曲：エドワード・エルガー
威風堂々第1番
23rdシングル
テレビ朝日系ドラマ『臨場』主題歌
2. 春 ～La Primavera!～
作曲：アントニオ・ヴィヴァルディ
原曲：ヴァイオリン協奏曲『四季』より第1番「春」
クラシック・カバー・アルバム『my Classics 3』収録曲
3. 大きな木の下
作曲：エリック・サティ
原曲：あなたが欲しい
クラシック・カバー・アルバム『my Classics 3』収録曲
4. Moldau
作曲：ベドルジハ・スメタナ
原曲：ベドルジハ・スメタナ「わが祖国『モルダウ』」
20thシングルのカップリング
5. ラヴ・ラプソディー
作曲：セルゲイ・ラフマニノフ、渡辺俊幸 / 編曲：渡辺俊幸
原曲：パガニーニの主題による狂詩曲
アドベンチャーワールドテーマ曲[3]
クラシック・カバー・アルバム『my Classics 3』収録曲
6. Ave Maria! 〜シューベルト〜
作曲：フランツ・シューベルト / 編曲：eji
原曲：アヴェ･マリア
21stシングル
7. CARMEN ～Jet'aime!～
作曲：ジョルジュ・ビゼー
原曲：ハバネラ
クラシック・カバー・アルバム『my Classics 2』収録曲
8. くまんばちの飛行 -Live on Oct.2,2011-
作曲：ニコライ・リムスキー＝コルサコフ/ 編曲：岡田治郎
原曲：熊蜂の飛行
クラシック・カバー・アルバム『my Classics 3』収録曲のライブ音源
9. 仮面舞踏会
作曲：アラム・ハチャトゥリアン
原曲：アラム・ハチャトゥリアン「仮面舞踏会『ワルツ』」
クラシック・カバー・アルバム『my Classics!』収録曲
10. JOYFUL, JOYFUL
作詞：Vincent Brown、Anthony Criss、Kier Gist、Berry Gordy、Alphonso Mizell、Terry Lewis、Frederick James Perren、Deke Richards、James Harris / 作曲：ルートヴィヒ・ヴァン・ベートーヴェン
原曲：交響曲第9番第4楽章「合唱」
23rdシングル
11. シェヘラザード
作曲：ニコライ・リムスキー＝コルサコフ / 編曲：渡辺俊幸
原曲：ニコライ・リムスキー＝コルサコフ「シェヘラザード『若い王子と王女』」
クラシック・カバー・アルバム『my Classics!』収録曲
12. 別れの曲
作曲：フレデリック・ショパン
原曲：別れの曲
25thシングル
テレビ朝日系ドラマ『ホンボシ〜心理特捜事件簿〜』主題歌
13. ノクターン -Live on Oct.6,2013-
作詞：史香 作曲：Frédéric François Chopin,椎名邦仁  編曲：椎名邦仁
原曲：フレデリック・ショパンによる「ノクターン」の『夜想曲第20番遺作KK. IVa-16』
17thシングル
フジテレビ系ドラマ「風のガーデン」主題歌
14. Jupiter
作詞：吉元由美 / 作曲：グスターヴ・ホルスト
原曲：グスターヴ・ホルスト「惑星『木星』」
1stシングル
15. 新世界
作曲：アントニン・ドヴォルザーク
原曲：アントニン・ドヴォルザーク「新世界より『第2楽章』」
19thシングル
TBS系「夢の扉 〜NEXT DOOR〜」テーマソング
16. LOVE STORY　交響曲第9番 第3楽章
作曲：ルートヴィヒ・ヴァン・ベートーベン
作曲：交響曲第9番 第3楽章
クラシック・カバー・アルバム『my Classics 3』収録曲
17. The Voice〜 “Jupiter” English Version〜 -Bonus Track-
作詞: Andreas Carlsson / 作曲:G.Holst
2ndアルバム『The Voice』収録曲および1stシングル「Jupiter」の英語バージョン